# 老挝人民民主共和国主席
老挝人民民主共和国主席是老挝人民民主共和国的国家元首。

## 职责
- 公布宪法及法律。
- 颁布国家主席令及国家主席公布。
- 总理的选任及向国会提议免职的建议。
- 根据国会的决议，进行总理及部长的任命和罢免·调动。
- 根据最高人民法院院长的建议，进行最高人民法院副院长的任命和罢免的。
- 根据最高人民检察院检察长的建议，进行最高人民检察院副检察长的任命和罢免的。
- 根据总理的建议，各县的县长及任命和罢免各市的市长。
- 担任老挝人民军的最高统帅。
- 根据总理的建议，军队及治安部队的长久的升格或决定降格。
- 需要地应对担任政府会议的主席。
- 国家黄金勋章（西班牙语：Medalla de Oro de la Nación），功绩勋章，决定胜利勋章及国家最高名誉称号的授予。
- 给予大赦。
- 发布总动员令也如部分动员令，宣言全国也如一部地区的紧急状态。
- 外国条约，协定的批准又公布废弃。
- 任命大使，进行大使召回，接受外国的大使。

## 列表
| № | 姓名 (生卒)                   | 图片 | 就任日期       | 卸任日期       | 政党           | 总理                      |
| - | ----------------------------- | ---- | -------------- | -------------- | -------------- | ------------------------- |
| 1 | 苏发努冯亲王 (1909－1995)     |      | 1975年12月3日  | 1991年8月15日  | 老挝人民革命党 | 凯山·丰威汉               |
| — | 富米·冯维希 (1909－1994) 代理 |      | 1986年10月31日 | 1991年8月15日  | 老挝人民革命党 | 凯山·丰威汉               |
| 2 | 凯山·丰威汉 (1920－1992)      |      | 1991年8月15日  | 1992年11月21日 | 老挝人民革命党 | 坎代·西潘敦               |
| 3 | 诺哈·冯沙万 (1910－2008)      |      | 1992年11月21日 | 1998年2月24日  | 老挝人民革命党 | 坎代·西潘敦               |
| 4 | 坎代·西潘敦 (1924－2025)      |      | 1998年2月24日  | 2006年6月8日   | 老挝人民革命党 | 西沙瓦·乔本潘 本扬·沃拉吉 |
| 5 | 朱馬利·賽雅貢 (1936－)        |      | 2006年6月8日   | 2016年4月20日  | 老挝人民革命党 | 波松·布帕萬 通邢·塔马冯   |
| 6 | 本扬·沃拉吉 (1937－)          |      | 2016年4月20日  | 2021年3月22日  | 老挝人民革命党 | 通伦·西苏里               |
| 7 | 通伦·西苏里 (1945－)          |      | 2021年3月22日  | 现任           | 老挝人民革命党 | 潘坎·维帕万 宋赛·西潘敦   |

## 在世前任主席
截至2025年4月，在世的前任老挝国家主席有两位：
| 姓名          | 任期                 | 出生日期和年齡 |
| ------------- | -------------------- | -------------- |
| 朱馬利·賽雅貢 | 第五任（2006－2016） | 1936年3月6日   |
| 本扬·沃拉吉   | 第六任（2016－2021） | 1937年8月15日  |

最近去世的一位前任主席是坎代·西潘敦（任期：1998－2006），他于2025年4月2日去世，享年101岁。